# Arco de Portugal
Arco de Portugal (em italiano:  Arco di Portogallo), conhecido antigamente como Arco de Trofoli ou Arco de Tripolis, era um antigo arco triunfal de Roma, Itália, que ficava na Via Lata (moderna Via del Corso), um pouco antes da Via della Vite. Seu nome é uma referência aos aposentos do cardeal português Jorge da Costa sobre o arco, um anexo do Palazzo Fiano, a residência oficial dos cardeais titulares de San Lorenzo in Lucina.

## História
A data de sua construção é controversa e já se alegou inclusive não se tratar de uma obra antiga. A maior parte dos estudiosos, porém, atribuem o arco à Antiguidade Tardia, provavelmente uma obra da época de Aureliano (séc; III), assumindo que ele seria uma das entradas de seu monumental Templo do Sol, dedicado ao Sol Invicto.
Dois relevos oriundos do arco, um da "Apoteose de Sabina" (esposa de Adriano) e "Doação de Alimentos às Crianças Romanas", são reutilizações da época dos primeiros antoninos (meados do século II). 
O arco foi construído com blocos de peperino e travertino, além de tijolos. As colunas, com compósitos, ladeando o fórnix foram apenas parcialmente eliminadas, juntamente com o entablamento, entre 1550 e 1565. Foi finalmente demolido em 1662 e os painéis adrianinos foram instalados numa escadaria do Palazzo dei Conservatori, hoje parte dos Museus Capitolinos.

## Painéis

Painéis
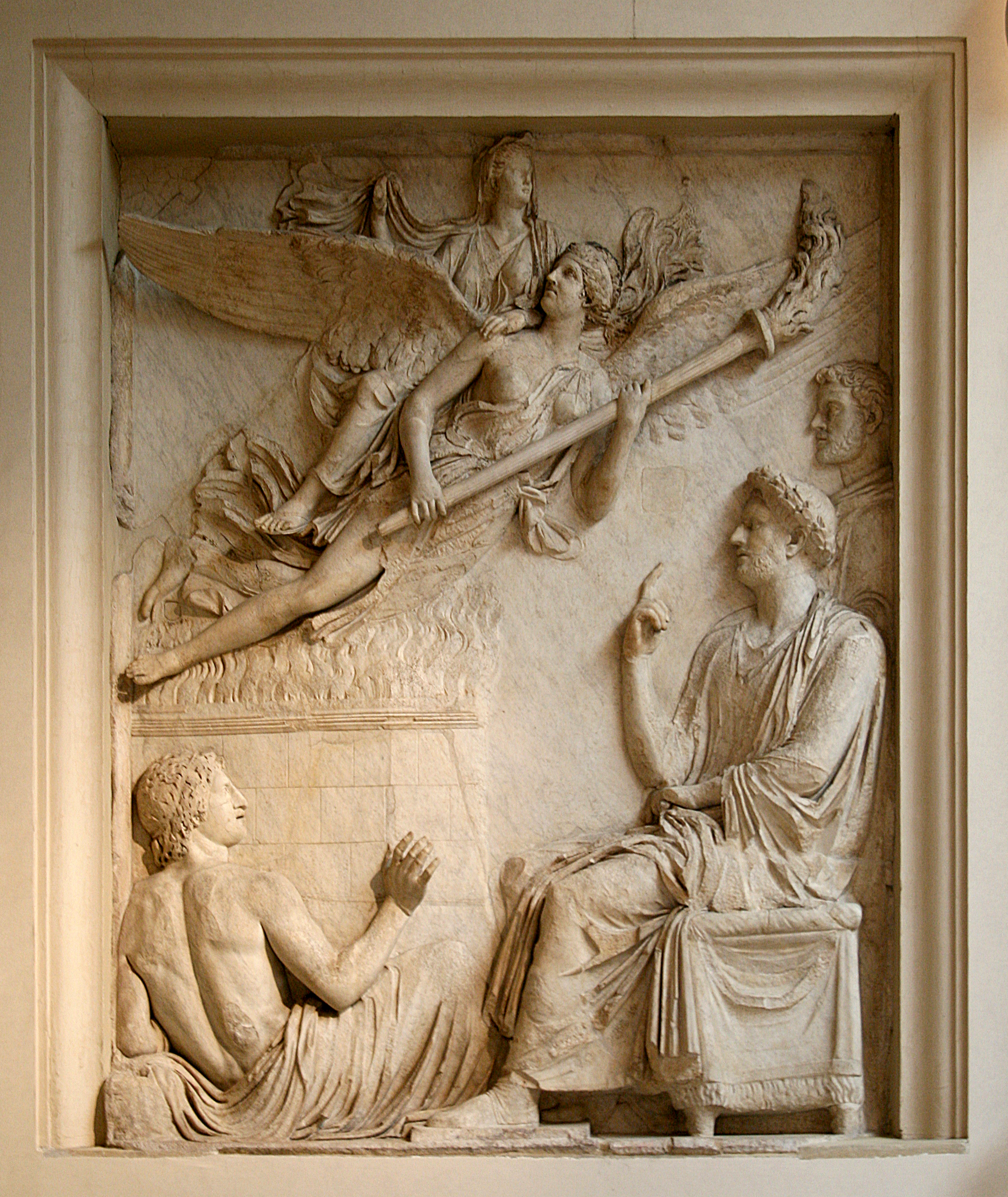
Apoteose de Sabina.
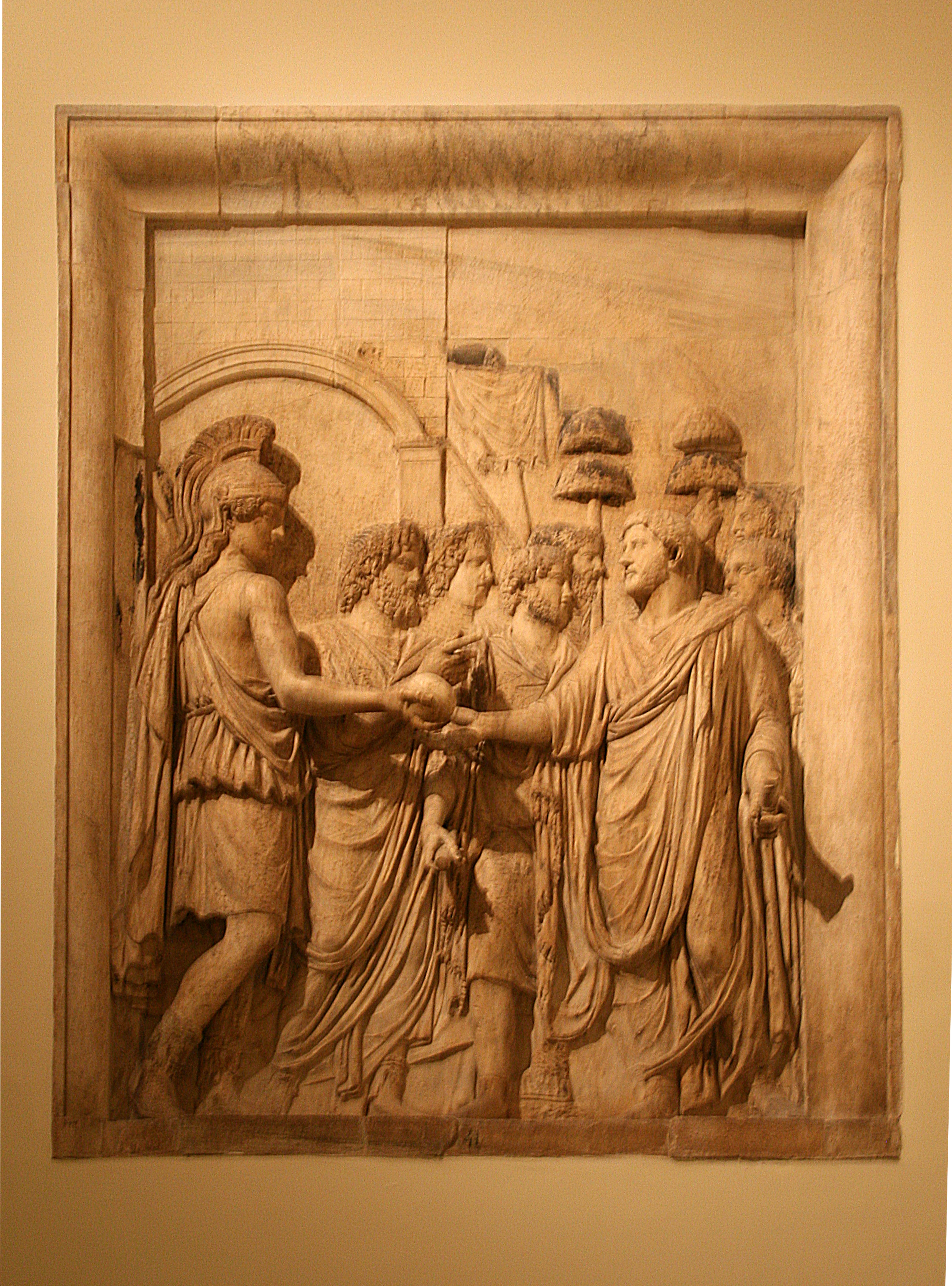
Discurso de Adriano.
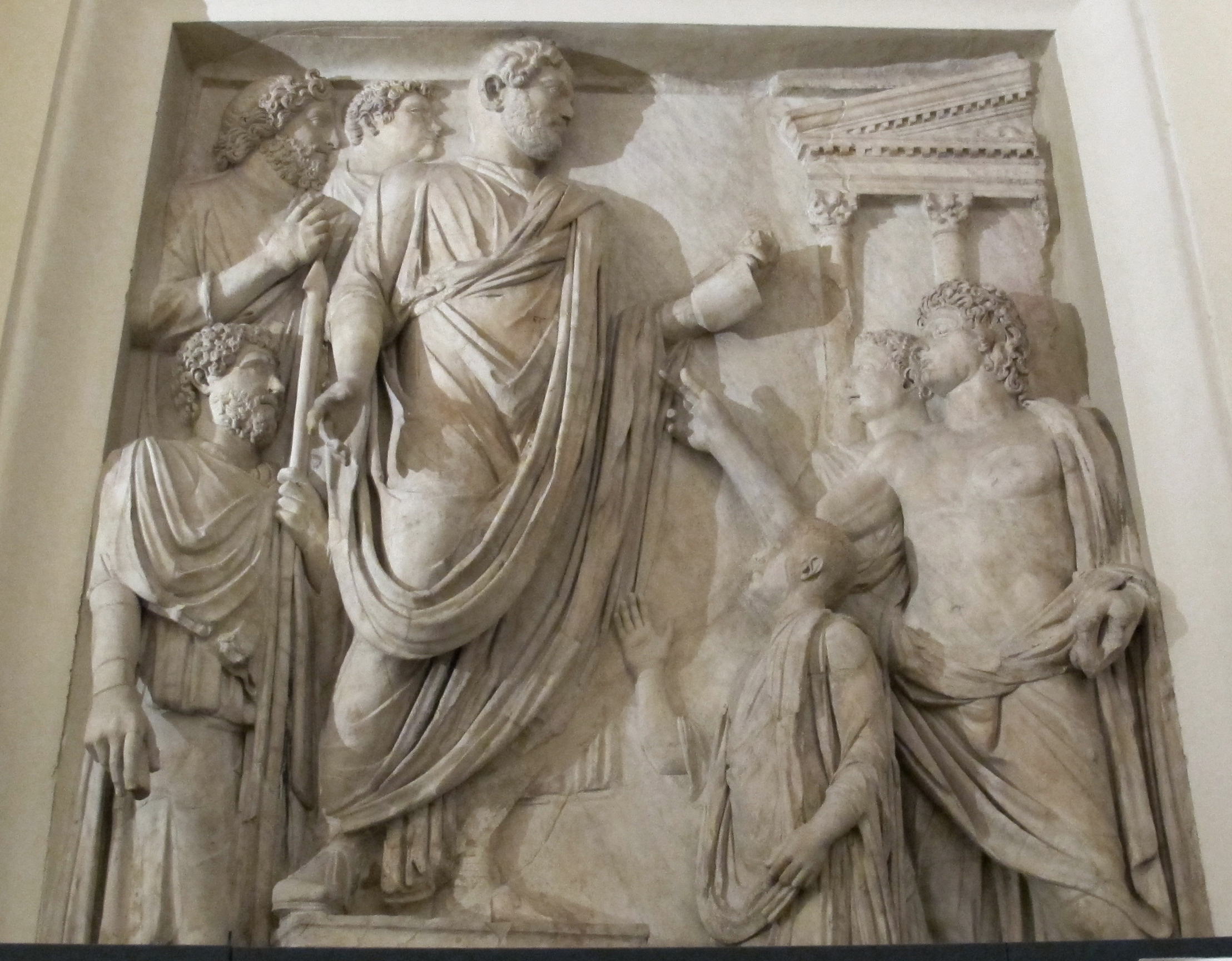
Doação de Alimentos às Crianças Romanas.